# Раафф, Робин де
Робин де Раафф (нидерл.  Robin de Raaff, 5 декабря 1968, Бреда) – нидерландский композитор.

## Биография
Родился в музыкальной семье, первые уроки фортепиано ему давал отец. Самоучкой освоил бас-гитару, увлекался Джако Пасториусом. В 1997 закончил cum laude Амстердамскую консерваторию, где изучал композицию у Герта ван Кёйлена и Тео Лувенди. Ещё на студенческой скамье получил одобрение Пьера Булеза, на своем мастер-классе в Нидерландской опере (1995) отметившего струнный квартет Раафа Athomus (1993).
С 1999 учился у Джорджа Бенджамина и Джулиана Андерсона в Королевском колледже музыки в Лондоне. В 2000 был приглашен в Тэнглвудский музыкальный центр, тех пор его сочинения постоянно исполняются на Танглвудском музыкальном фестивале. Также постоянно сотрудничает с Королевским оркестром Консертгебау в Амстердаме, Шёнберг-квартетом, бельгийским ансамблем Ictus и др.

## Педагогическая деятельность
С 2001 преподает композицию и оркестровку в Роттердамской консерватории.

## Избранные сочинения
- Equilibre для кларнета и бас-кларнета (1994)
- Памяти Дмитрия Шостаковича для двух труб, двух валторн и оркестра  (1994)
- De vlucht van de magiër для сопрано, флейты, мандолины, гитары  и арфы на стихи Сержа ван Дейнховена (1995)
- Концерт для флейты и ансамбля (1996)
- Enneas’s Domein для септета (1996, ред. 1999)
- Anachronie для флейты и клавесина (1997)
- Двойной концерт для кларнета, бас-кларнета и оркестра (1997)
- An introduction..., мини-опера для высокого сопрано и ансамбля, по А.Милну (1997)
- Trionfo della morte для смешанного хора и оркестра на стихи Петрарки (1998)
- Der Einsame im Herbst для камерного оркестра по заказу Гергиевского фестиваля, по мотивам Арнольда Шёнберга (1998)
- Gemini Gestures для двух струнных квартетов (1998)
- Orphic Descent для камерного оркестра (2003)
- RAAFF, опера (2004, о знаменитом немецком теноре Антоне Раафе и его отношениях с Моцартом, который написал для него заглавную партию в опере Идоменей)
- Unisono для расширенного оркестра (2004)
- Time after Time для камерного оркестра (2006)
- Musicians wrestle everywhere для голоса и оркестра на стихи Эмили Дикинсон (2006)
- Концерт для кларнета и камерного оркестра (2006)
- Entangled Tales для расширенного оркестра (2007)
- Terzetto spezzato для трех тромбонов (2007)
- Тет-а-тет для ансамбля (2007)
- Концерт для скрипки и оркестра (2008)
- Megumi (2008, музыка к документальному фильму Мириам ван Веелен о японской девочке Мэгуми Ёкота, похищенной спецслужбами Северной Кореи)
- Waiting for Miss Monroe, опера (2012)

## Признание
Стипендиат семинара молодых европейских композиторов в Лейпциге (1995). Первая премия на Международном конкурсе авторов камерной музыки в Винтертуре (1997). Премия Генриетты Босманс (1998). Премия Toonzetters (2009) за виолончельный концерт и др. награды.